# Samenknacker
Die Samenknacker (Spermophaga) sind eine Gattung innerhalb der Familie der Prachtfinken. Drei Arten werden dieser Gattung zugerechnet, die ausschließlich in Afrika vorkommen.

## Beschreibung
Samenknacker erreichen eine Körperlänge zwischen zwölf und fünfzehn Zentimeter und wiegen zwischen 20 und 28 Gramm. Bei den Männchen sind Teile des Federkleids scharlachrot, die übrigen Partien glänzend schwarz oder schiefergrau. Bei den Weibchen sind die roten Gefiederpartien weniger umfangreich. Die schwarzen Teile der Unterseite – je nach Art von unterschiedlicher Ausdehnung – und die Unterschwanzdecken weisen paarweise angeordnete Tropfenflecken auf. Die Brust ist bei den Weibchen aller drei Arten rot, die Oberseite großteils schiefergrau bis dunkel olivbraun.
Das Verbreitungsgebiet der Samenknacker ist das innere und östliche Kongogebiet sowie Westafrika von Gambia und Guinea-Bissau bis zur Kongomündung. Das Verbreitungsgebiet des Rotkopf-Samenknackers gliedert sich in vier disjunkte Populationen. Ein Vorkommen reicht vom Nordosten der Demokratischen Republik Kongo und dem Südosten des Sudans bis Westkenia, ein weiteres von Uganda über Ruanda und Burundi bis zum Tanganjikasee. Zwei weitere isolierte Vorkommen liegen im Nordosten Tansanias und im Südwesten der Demokratischen Republik Kongo.
Anders, als der deutsche Gattungsname suggeriert, fressen Samenknacker keine hartschaligen Samen, sondern sind, wie beispielsweise der Rotbrust-Samenknacker, auf kleine Samen angewiesen. Sie klauben Sämereien unter anderem aus Grasrispen und fressen zudem auch Insekten wie beispielsweise schwärmende Termiten. Der Rotbrustsamenknacker bricht außerdem Termitenhügel auf.
Samenknacker halten sich bevorzugt im dichten Unterholz auf. Der Grantsamenknacker ist ausschließlich im dichten Primärwald anzutreffen, während der Rotbrust-Samenknacker und der Rotkopf-Samenknacker auch bisweilen auf Lichtungen zu beobachten sind.

## Haltung
Als Ziervogelart hat nur der Rotbrust-Samenknacker eine Bedeutung. Er wurde bereits 1878 von dem Tierhändler Fockelmann in größerer Stückzahl eingeführt und von Hagenbeck in den Handel gebracht. Der Grantsamenknacker wurde bislang nur einmal importiert, während der Rotkopf-Samenknacker in geringen Stückzahlen in den Handel gelangt. Die Nachzucht gilt als schwierig. Sehr häufig verenden die Jungvögel vor Beendigung der Jugendmauser.

## Arten

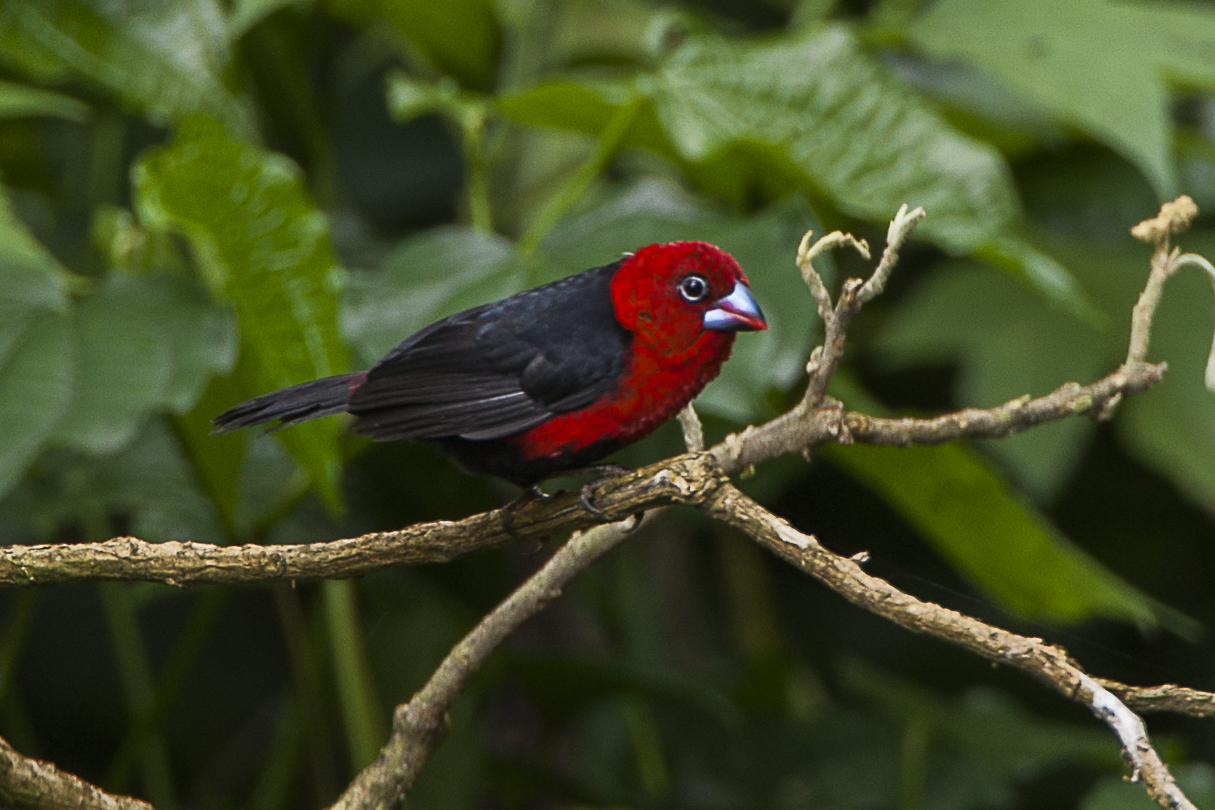
Rotkopf-Samenknacker (S. ruficapilla)

Die folgenden drei Arten werden zu den Samenknackern gerechnet:
- Grantsamenknacker (S. poliogenys)
- Rotbrust-Samenknacker (S. haematina)
- Rotkopf-Samenknacker (S. ruficapilla)

## Belege

### Einzelbelege
1. ↑   Nicolai et al., S. 116
2. ↑   Nicolai et al., S. 115
3. ↑   Nicolai et al., S. 113 und S. 114
4. ↑   Nicolai et al., S. 118 und S. 119